# Gabriel Anton
Gabriel Anton (Žatec, 28 agosto 1858 – Halle, 3 gennaio 1933) è stato un neurologo austriaco.
Assistente di Theodor Meynert dal 1887, nel 1894 divenne docente a Graz, ove rimase fino al 1905. Da lui prendono nome la sindrome di Anton-Babinski, caratterizzata dalla perdita di coscienza di metà del corpo, e la sindrome di Anton.